# Pan-pan
«Pan-Pan» (від фр. panne [pan] — поломка) — голосовий сигнал радіотелефонного зв'язку, що позначає виникнення аварійної ситуації, при якій транспортний засіб (судно, літак і т. д.) і його пасажири піддані конкретній загрозі, проте відсутня загроза їх життю або самому транспортному засобу, а негайна допомога не потрібна.
Наступним рівнем, що вказує на наявність безпосередньої небезпеки людському життю або транспортному засобу, є сигнал Mayday.

## Морський радіозв'язок
У морському радіозв'язку сигнал звучить як «Pan-pan, Pan-pan, Pan-pan» і вказує на терміновість повідомлення. У разі необхідності термінової медичної допомоги тричі передається сигнал «Pan pan Medico».
Саме повідомлення містить:
- параметр, що ідентифікує судно (зазвичай — назва);
- географічні координати місця розташування судна;
- вид ушкодження;
- інформацію про необхідну допомогу.

Типовими випадками для подачі сигналу «Pan pan» є:
- втрата маневреності судном унаслідок пошкодження керма або штурвалу;
- зупинка судна, при якій судну загрожує непряма небезпека (наприклад, унаслідок викиду на берег);
- важке захворювання одного з членів екіпажу;
- або інше.

При передачі в ефір термінового повідомлення вся інша радіокомунікація повинна бути припинена. Більш високим пріоритетом володіють тільки сигнали лиха.

## Авіаційний радіозв'язок
У авіаційному радіозв'язку сигнал «Pan pan» використовується для повідомлень, що стосуються безпеки транспортних засобів або людей. 
Терміновий виклик повинен починатися з триразового надсилання сигналу «Pan pan», бути спрямованим на конкретну наземну станцію (або містити слова «All station») і містити позивний сигнал літака. Далі слідують:
- тип пошкодження або тип проблеми;
- інша інформація, необхідна для надання допомоги;
- (при необхідності) дії, які пілот планує виконати найближчим часом;
- (при необхідності) координати, курс і висота польоту судна.

Приклад: Swissair Flight 111 надіслав наступне загальне радіоповідомлення:  "Swissair один-одинадцять важкий оголошує пан-пан-пан. У нас дим у кабіні. Запитуємо негайне повернення в зручне місце, я думаю, Бостон" (англ. „Swissair one-eleven heavy is declaring pan-pan-pan. We have smoke in the cockpit. Request immediate return to a convenient place, I guess Boston.“).
Рейс Аерофлоту 1492, що зазнав аварії і згорів у «Шереметьєво» у 2019 теж надсилав сигнал pan-pan, який згодом змінив на мейдей.